# 立花種徳
立花 種徳（たちばな たねのり）は、江戸時代中期の筑後国三池藩の世嗣。官位は従五位下・和泉守。

## 略歴
6代藩主・立花種周の長男として誕生。安永9年（1780年）6月21日生まれとも。
三池藩嫡子として育ち、寛政7年（1795年）に徳川家斉に拝謁し叙任する。しかし、家督を継ぐことなく翌寛政8年（1796年）に19歳で死去した。三池藩次期家督は四弟・種善が継いでいる。